# Joeropsis pentagona
Joeropsis pentagona is een pissebed uit de familie Joeropsididae. De wetenschappelijke naam van de soort is voor het eerst geldig gepubliceerd in 2002 door Kensley & Schotte.